# Micuhasi Rina
Micuhasi Rina (三橋李奈; Hepburn: Rina Mitsuhashi), született Szuzuki Rina (鈴木李奈; Hepburn: Rina Suzuki) (Bihoro, Hokkaidó, 1990. április 2. –) japán biatlonista. Szocsiban a 2014. évi téli olimpiai játékokon egyéni és sprint számokban indult, előbbin nem ért célba, utóbbin a 80. helyen végzett.